# Getrennterziehung
Getrennterziehung (auch „gemeinsam Getrennterziehend“, „getrennt erziehend“, „Getrennterziehende“) bezeichnet Familienkonstellationen nach Trennung oder Scheidung, bei denen beide Elternpersonen zwar getrennt leben, aber weiterhin gemeinsam die Erziehung und Betreuung ihrer Kinder leisten. Im Unterschied zur Alleinerziehung beschreibt die Getrennterziehung eine Form der partnerschaftlichen Erziehung.
Bei der Betrachtung einer konkreten Getrennterziehung von Familien ist generell zu unterscheiden, ob die Getrennterziehung einvernehmlich bzw. friedlich von den Eltern selbst, z. B. mit Hilfe einer erfolgreichen Familienmediation, eines Familiencoachings, oder einer Familienberatungsstelle eingerichtet worden ist, oder ob die Getrennterziehung durch ein Familiengericht eingerichtet worden ist.

## Konzept
Getrennterziehung ist eine Regelung, bei der beide Elternteile auch nach einer Trennung oder Scheidung wechselnd die Betreuung und Erziehung ihrer Kinder übernehmen. Dies kann in gleichberechtigtem Umfang oder mit unterschiedlicher Gewichtung erfolgen.
Die Grundlage des Konzepts stützt sich unter anderem auf die UN-Kinderrechtskonvention, die in Artikel 18 das Recht des Kindes auf Betreuung durch beide Elternteile betont. Dieses Kinderrecht auf beide Eltern ist laut DIMR spätestens seit der Rücknahme der Vorbehalte der Bundesregierung auch für Kinder getrennt lebender Familien gültig.
Art. 6 Abs. 2 Grundgesetz weist wortgleich mit § 1 Abs. 2 Sozialgesetzbuch VIII das Recht und die Pflicht auf Pflege und Erziehung aus. Diese Rechtsnorm lautet „Pflege und Erziehung der Kinder sind das natürliche Recht der Eltern und die zuvörderst ihnen obliegende Pflicht. Über ihre Betätigung wacht die staatliche Gemeinschaft.“
Der Begriff bzw. das Konzept der Getrennterziehung ist zunehmend verbreitet. Der 10. Familienbericht der Bundesregierung von 2025 stellt den Begriff bzw. das Konzept entsprechend heraus. Im Bericht wird in dem Kontext auch von „geteilter Betreuung“ gesprochen, die mit „getrennt erziehend“ korrespondiert.

## Definition
Eine klare rechtliche Definition des Begriffs „getrennt erziehend“ bzw. „Getrennterziehung“ gibt es im Bürgerlichen Gesetzbuch (BGB) nicht. Vielmehr werden in Gesetzestexten und juristischen Kommentaren die Begriffe „getrennt lebend“ (vgl. z. B. § 1567 BGB für das Trennungsjahr bei Eheleuten) oder „getrennt lebende Eltern“ verwendet, wenn es um die elterliche Sorge, Unterhalt oder Umgangsregelungen geht. Der Begriff „getrennt erziehend“ wird im Alltag und in der Sozialstatistik verwendet, um die Lebenssituation von Eltern zu beschreiben, die ihre Kinder nach einer Trennung jeweils allein oder gemeinsam in verschiedenen Haushalten erziehen. Ebenso gibt es in Deutschland keine allgemeingültige gesetzliche Definition des Begriffs „Alleinerziehend“.

## Begriffsgeschichte
Der Begriff Getrennterziehend ist nach Aussagen des VBM (Verband berufstätiger Mütter) erstmals im Jahr 2008 in Diskussionen kreiert und erwähnt worden.
In den Fokus der Wahrnehmung gebracht hat ihn erneut der Verband berufstätiger Mütter im Jahr 2016 mit einer Pressemitteilung zum Weltkindertag. So beschreiben sie in ihrem Internetauftritt: „Da wir berufstätige Mütter sind – überwiegend Vollzeit erwerbstätig mit einem oder mehreren Kindern, in klassischer Familienkonstellation, Patchworkfamilie, Regenbogenfamilie, Alleinerziehende oder Getrennterziehende mit einem Kind oder Kindern verschiedenen Alters – können Sie sich vorstellen, dass neben unserem ehrenamtlichen politischem ‚Alltagsgeschäft‘ die Moderation unseres Portals bei dem aktuellen ‚Schlagabtausch‘ unsere ehrenamtlichen Zeitressourcen überfordert.“
Seitdem hat sich dieser Begriff immer stärker in der Gesellschaft und in Fachkreisen etabliert. Im Jahr 2025 trägt schließlich sogar der am 15. Januar 2025 veröffentlichte 10. Familienbericht der Bundesregierung den Begriff Getrennterziehend im Titel.

## Formen, Modelle, Wohnarragements
Die praktische Umsetzung der Getrennterziehung zeigt sich in einer großen Anzahl von Betreuungsvarianten und Wohnkonzepten. Bekannt sind insbesondere die Doppelresidenz, bei der die Kinder bei jedem Elternteil einen Wohnort haben (auch „Wechselmodell“), und das sogenannte Nestmodell, bei dem das Kind an einem Wohnort bleibt und die Eltern abwechselnd in diesem gemeinsamen Haushalt leben.

## Verbreitung und Entwicklung
Der Anteil an geteilter Betreuung durch beide Elternteile wird mit amtlichen Daten nicht separat erfasst. Der zunehmende Trend bzw. Wunsch im Falle einer Trennung der Elternteile eine gemeinsame getrennte Erziehung der Kinder zu verwirklichen ist bereits in der 2017 vom Bundesfamilienministerium in Auftrag gegebenen Allensbach-Befragung bzw. im zugehörigen Untersuchungsbericht dokumentiert worden. Losgelöst von der Frage der Abgrenzung der Begriffe, gaben dort im Jahr 2017 schon 77 % der Befragten an, dass Kinder grundsätzlich auch nach einer Trennung gemeinsam betreut und erzogen werden sollten. Zum Grad ihrer Zufriedenheit gaben die befragten Familien dort an, sehr gute (54 %) oder gute (39 %) Erfahrungen mit Getrennterziehung bzw. Doppelresidenz gemacht zu haben.
Die weiteren bisher vorliegenden Befragungen und Datenerhebungen gelten zumeist als nicht sauber durchgeführt bzw. als nicht repräsentativ. Auf diese fehlende Datenlage weist der 10. Familienbericht der Bundesregierung sehr klar hin.
Wie hoch der tatsächliche Anteil von Getrennterziehung wirklich ist, gilt insbesondere aufgrund der unklaren Definition bzw. einer eventuell fehlerhaften Abgrenzung der Begriffe, somit als unbekannt.

## Kooperation und Konfrontation
Da eine Trennungsfamilie sehr leicht u. a. von Kommunikationsproblemen, emotionaler Verletzung, sozialen Problemen bis hin zu psychischen Problemen geprägt sein kann, sind Trennungsfamilien und insbesondere Alleinerziehende oft von Konfrontation und Streit betroffen.
Zudem sind allein erziehende Trennungsfamilien gemischtgeschlechtlicher Beziehungen oftmals in sogenannte Geschlechterkämpfe einbezogen oder instrumentalisiert worden. Die zumeist persönlichen Verletzungen, die mit einer Trennung einhergehen können, sind hierbei oftmals auf einer Geschlechterebene pauschalisiert worden, d. h. von radikalen Geschlechterkämpfern oder Geschlechterkämpferinnen sind nach einer Trennung pauschal alle Frauen oder Mütter als schlechte Menschen verunglimpft worden, ebenso umgekehrt alle Männer oder Väter verunglimpft worden.
Dies scheint teilweise mit dem Bildungsstand der Familien zu korrelieren. Besser gebildete und sozial besser gestellte Familien scheinen oft die Kooperation und die Getrennterziehung zu bevorzugen.
In konflikthaften Familiensituationen wird zwischen Co-Elternschaft (konstruktiv kooperierend) und Paralleler-Elternschaft (nebeneinander, ohne Zusammenarbeit) unterschieden.

## Wissenschaftliche Bewertung und Familienforschung
Die internationale Familienforschung stuft Getrennterziehung (Shared Parenting) vielfach als das vorteilhafteste Modell für Kinder nach einer Trennung ein. Einer schwedischen Studie zufolge profitieren insbesondere 15-Jährige davon, wenn sie nicht nur bei einem alleinerziehenden Elternteil leben. Bei 12-Jährigen waren die Ergebnisse weniger eindeutig.
Das Modell Getrennterziehend folgt dabei modernen Leitideen wie der stärkeren familiären Einbeziehung von Vätern und dem Konzept von Equal Care, das eine gerechtere Verteilung familiärer Sorgearbeit anstrebt.

## Juristisches und Behörden
Die Rechtsprechung hat die Thematik erkannt und deutlich gemacht, dass Umgang ein hohes Gut darstellt und für die Kinder wichtig ist. So wird in der entsprechenden Urteilsbegründung aufgeführt, „dass das Bundesverfassungsgericht (BVerfG) dem Umgangsrecht der Kinder nicht nur einen hohen verfassungsrechtlichen Stellenwert einräumt (vgl. zuletzt BVerfG, Urteil vom 1. April 2008 - 1 BvR 1620/04 - NJW 2008, 1287 und BVerfGE 108, 52), sondern auch betont, dass die Ermöglichung des Umgangs mit beiden Elternteilen vorrangig ein Recht des Kindes ist (BVerfG NJW 2008, 1287, 1289 RdNr 75), was eine gemeinsame Verantwortung beider Elternteile für die Kosten des Umgangs begründen könnte.“
Eltern die sich trennen und dabei Kinder versorgen müssen erleben häufig finanziell schwierige Situationen. Vielfach ist ein Elternteil auf Unterstützung angewiesen. Im Bereich der Sozialleistungen wurde die Thematik der getrennt erziehenden Eltern aufgegriffen und der Tatbestand der sog. Temporären Bedarfsgemeinschaft (TBG) geschaffen. Hierbei können zum einen für den umgangsberechtigten Elternteil, Umgangskosten wie Fahrtkosten und Übernachtungen geltend gemacht werden. Die Rahmenbedingungen für eine sog. TBG wird in den Fachlichen Weisungen der Agentur für Arbeit beschrieben.
Auch in der Rechtsprechung deutscher Familiengerichte findet zunehmend eine stärkere Orientierung an der Idee der Ressourcennutzung durch Kooperation statt, sodass Formen der gemeinsamen Betreuung zunehmend favorisiert werden.

### Internationale Rechtssprechung
Das Parlament des Europarats (PACE, CoE, Council of Europe – nicht zu verwechseln mit der Europäischen Union) hat im Jahr 2015 in seiner Resolution 2079 festgestellt und festgelegt, dass bei der Scheidung oder Trennung einer Familie, die gemeinsame Getrennterziehung im Sinne der Kinder ist bzw. im besten Interesse der Kinder ist und somit zu bevorzugen ist.
Das Ministerkomitee des Europarats hat am 28. Mai 2025 Empfehlungen verabschiedet zum Schutz der Kinderrechte und des Kindeswohls in Trennungsverfahren der Eltern (CM/Rec(2025)4) sowie zugehörige Begründungen (CM(2025)71-addfinal). Ebenfalls hat das Ministerkomitee des Europarats am 28. Mai 2025 Empfehlungen verabschiedet zum Schutz der Kinderrechte und des Kindeswohls in Sorgerechtsverfahren bzw. Betreuungsverfahren (CM/Rec(2025)5) sowie zugehörige Begründungen (CM(2025)70-addfinal).
Der Europäische Gerichtshof für Menschenrechte (EGMR) betont in seinen Beschlüssen regelmäßig die Wichtigkeit der Betreuung der Kinder durch beide Eltern und somit die Getrennterziehung. Somit kam es wiederholt zu Beschlüssen und Verurteilungen des EGMR gegen die Familiengerichte der Bundesrepublik Deutschland.
In Australien und Kanada ist die Getrennterziehung (Doppelresidenz, Nestmodell, …) als das bevorzugte Betreungsmodell für Kinder nach Scheidung oder Trennung inzwischen gesetzlich verankert. In den Niederlanden wird eine häufigere Nutzung angeregt.